# Estabilitat BIBO

Sistema abstracte de la teoria de sistemes, amb entrada i sortida.

En el processament de senyals, específicament en la teoria del control, l'estabilitat d'entrada limitada i sortida acotada (amb acrònim anglès BIBO) és una forma d'estabilitat per a senyals i sistemes que prenen entrades. Si un sistema és BIBO estable, la sortida estarà acotada per a cada entrada del sistema que estigui acotada.
Un senyal està acotat si hi ha un valor finit {\displaystyle B>0} de manera que la magnitud del senyal no superi mai {\displaystyle B}, això és
Per a senyals de temps discret: {\displaystyle \exists B\forall n(\ |y[n]|\leq B)\quad n\in \mathbb {Z} }
Per a senyals de temps continu: {\displaystyle \exists B\forall t(\ |y(t)|\leq B)\quad t\in \mathbb {R} }

## Condició del domini temporal per a sistemes lineals invariants en el temps[3]

### Condició necessària i suficient de temps continu
Per a un sistema de temps continu lineal invariant de temps (LTI), la condició per a l'estabilitat de BIBO és que la resposta a l'impuls, {\displaystyle h(t)}, ser absolutament integrable, és a dir, la seva norma L1 existeix.
{\displaystyle \int _{-\infty }^{\infty }\left|h(t)\right|\,{\mathord {\operatorname {d} }}t=\|h\|_{1}\in \mathbb {R} }

### Condició suficient de temps discret
Per a un sistema LTI de temps discret, la condició per a l'estabilitat BIBO és que la resposta a l'impuls sigui absolutament sumable, és a dir, la seva {\displaystyle \ell ^{1}} la norma existeix.
{\displaystyle \ \sum _{n=-\infty }^{\infty }|h[n]|=\|h\|_{1}\in \mathbb {R} }

## Condició del domini de la freqüència per a sistemes lineals invariants en el temps[4]

### Senyals de temps continu
Per a un sistema racional i de temps continu, la condició per a l'estabilitat és que la regió de convergència (ROC) de la transformada de Laplace inclogui l'eix imaginari. Quan el sistema és causal, el ROC és la regió oberta a la dreta d'una línia vertical l'abscissa de la qual és la part real del "pol més gran", o el pol que té la part real més gran de qualsevol pol del sistema. La part real del pol més gran que defineix el ROC s'anomena abscissa de convergència. Per tant, tots els pols del sistema han d'estar a la meitat esquerra estricta del pla s per a l'estabilitat de BIBO.

### Senyals de temps discret
Per a un sistema de temps racional i discret, la condició per a l'estabilitat és que la regió de convergència (ROC) de la transformada z inclogui el cercle unitari. Quan el sistema és causal, el ROC és la regió oberta fora d'un cercle el radi del qual és la magnitud del pol amb la magnitud més gran. Per tant, tots els pols del sistema han d'estar dins del cercle unitari en el pla z per a l'estabilitat de BIBO.